# Microcottus sellaris
Microcottus sellaris és una espècie de peix pertanyent a la família dels còtids.

## Descripció
- Fa 13 cm de llargària màxima.[5][6]

## Hàbitat
És un peix marí, demersal i de clima temperat que viu entre 0-60 m de fondària.

## Distribució geogràfica
Es troba al Pacífic nord: des de les costes del mar d'Okhotsk a Hokkaido fins al nord del mar del Japó i el mar de Bering.

## Observacions
És inofensiu per als humans.